# Vasiutînți, Bar
Vasiutînți (în ucraineană Васютинці) este un sat în comuna Luka-Barska din raionul Bar, regiunea Vinnița, Ucraina.

## Demografie
Componența lingvistică a localității Vasiutînți
     Ucraineană (99,08%)
     Alte limbi (0,92%)
Conform recensământului din 2001, majoritatea populației localității Vasiutînți era vorbitoare de ucraineană (99,08%), existând în minoritate și vorbitori de alte limbi.